# Marcel Wassmer
Marcel Wassmer (* 10. April 1949 in Bethoncourt; † 18. April 1979) war ein französischer Fußballspieler.

## Karriere
Wassmer wuchs im Einzugsgebiet des FC Sochaux auf und schloss sich dementsprechend diesem Klub an, für den er zur Saison 1969/70 mit 20 Jahren seine Profilaufbahn in der höchsten französischen Spielklasse begann. Mit starken Leistungen in seinem zweiten Jahr konnte er Cheftrainer Paul Barret überzeugen, der ihn zum Stammspieler machte. Dem dritten Tabellenplatz 1972 folgten mehrere mittelmäßige Jahre, auch wenn Wassmer 1974 ein persönlicher Erfolg gelang, als er bei einem Sieg gegen Luxemburg für die französische B-Nationalelf zum Einsatz kam. Bei Sochaux wurde dem Fußballprofi gelegentlich die Rolle des Mannschaftskapitäns übertragen. Nachdem er für eine längere Zeit neben Abdel Djaadaoui fest im Mittelfeld gesetzt war, verlor er letztlich seine Rolle als Stammspieler.
Dies veranlasste ihn 1977 zu einem Wechsel zum Zweitligisten SAS Épinal. Dort erhielt er wieder einen Stammplatz und nahm mannschaftsintern eine wichtige Position ein. Seine Laufbahn fand ihr abruptes Ende, als er am 18. April 1979 und damit acht Tage nach seinem 30. Geburtstag an den Folgen eines Aneurysmas verstarb.